# Corinne Luquiens
Corinne Luquiens, née le 28 août 1952, est une haute fonctionnaire française.
Elle est secrétaire générale de l’Assemblée nationale et de sa présidence de 2010 à 2016. Cette même année, elle est désignée membre du Conseil constitutionnel par le président de l'Assemblée, Claude Bartolone, pour un mandat de neuf ans.

## Biographie
Diplômée de Sciences Po Paris en 1972, puis d'un DESS de droit public en 1975, Corinne Luquiens intègre le corps des administrateurs de l'Assemblée nationale en avril 1975 officiant comme administratrice au service des affaires sociales puis à la commission des lois de l'Assemblée nationale, entre 1981 et 1989, avant de prendre les fonctions de conseillère, chef de division au service de la communication de l'Assemblée nationale (1989-1991).
Conseillère, chef du secrétariat de la commission des lois de l'Assemblée nationale de 1997 à 2002, elle est nommée, en 2002, directrice du service des relations internationales. Directrice du service de la séance de 2004 à janvier 2009, elle est directrice générale des services législatifs de l'Assemblée nationale en 2009-2010.
En 2010, sous la XIIIe législature, elle est nommée secrétaire générale de l'Assemblée et de la présidence, plus haut poste de l'administration de l'Assemblée nationale, par le Bureau de l'Assemblée présidée par Bernard Accoyer et continue à exercer ses fonctions sous la XIVe législature, alors que la gauche est devenue majoritaire à l'Assemblée nationale et que Claude Bartolone devient président de l'Assemblée nationale.
Le 18 février 2016, elle est désignée par ce dernier pour siéger au Conseil constitutionnel ; la Commission des lois de l'Assemblée nationale émet à l'unanimité un avis favorable sur cette nomination,. Secrétaire générale de l'Assemblée au moment de sa nomination, elle rejoint le Conseil après Michel Ameller et Jean-Louis Pezant,, qui occupaient les mêmes fonctions. Elle prête serment et prend ses fonctions le 8 mars 2016.
Son mandat s'achève le 7 mars 2025. Elle est remplacée par Laurence Vichnievsky.

## Décorations
- Officière de la Légion d'honneur (le 2 avril 2010[9])
- Officière de l'ordre national du Mérite (le 14 mai 2004[10])